# Mazarópi
Geraldo Pereira de Matos Filho , plus communément appelé Mazarópi, est un footballeur brésilien né le 27 janvier 1953. Il évoluait au poste de gardien de but. Après sa carrière de joueur, il se reconvertit comme entraîneur.

## Biographie
Mazarópi joue un total de 15 matchs en Copa Libertadores. Il remporte cette compétition en 1983, en battant le CA Peñarol en finale.

## Palmarès
- Vainqueur de la Copa Libertadores en 1983 avec Grêmio
- Vainqueur de la Coupe intercontinentale en 1983 avec Grêmio
- Champion du Brésil en 1974 avec Vasco da Gama
- Vainqueur de la Coupe du Brésil en 1989 avec Grêmio
- Vainqueur de la Supercoupe du Brésil en 1990 avec Grêmio
- Vainqueur du Campeonato Carioca en 1977 et 1982 avec Vasco da Gama
- Vainqueur du Campeonato Paranaense en 1979 avec Coritiba
- Vainqueur du Campeonato Pernambucano en 1974 avec Náutico
- Vainqueur du Campeonato Gaúcho en 1985, 1986, 1987, 1988 et 1990 avec Grêmio